# Aleksandr Gomelski
Aleksandr Jakovlevitsj Gomelski (Russisch: Александр Яковлевич Гомельский) (Kronstadt, 18 januari 1928 - Moskou, 16 augustus 2005), was een basketbalcoach die het basketbalteam van de Sovjet-Unie op de wereldkaart zette. Hij had de rang van kolonel in het Russische Leger en was de oudere broer van Jevgeni Gomelski.

## Carrière
Gomelski speelde zijn gehele spelers carrière van 1945 tot 1953 voor SKA Leningrad (LDO Leningrad / DO Leningrad). Gomelski begon zijn trainerscarrière in 1949 bij het vrouwenteam van Spartak Leningrad. In 1953 werd hij coach van SKA Riga, een leger club, die hij naar 3 Sovjet titels en drie Europa Cups leidde in 1958, 1959 en 1960. Van 1969 tot 1980 was hij de aangewezen hoofd coach van CSKA Moskou. Hij zorgde ervoor dat ze 10 Sovjet titels, twee Sovjet Bekers en één Europa Cup haalde. Ook leidde hij ze naar de Europa Cup finales van 1970 en 1973. In 1956 won hij met de Letse SSR de Spartakiad van de Volkeren van de USSR.
Gomelski was bijna dertig jaar coach van het basketbalteam van de Sovjet-Unie. Hij haalde goud op de Olympische Spelen in 1988, twee keer goud op Wereldkampioenschappen in 1967 en 1982 en 7 keer goud op de Europese kampioenschappen in 1959, 1963, 1965, 1967, 1969, 1979 en 1981. In 1984 won hij goud op de Vriendschapsspelen, en toernooi dat werd gehouden voor landen die de Olympische Spelen van 1984 boycotte.
Hij was de hoofdcoach van het nationale team van de Sovjet-Unie in 1972, en zou ook de Olympische Spelen van 1972 gaan doen. Maar omdat Gomelski joods is, was de KGB bang dat Gomelski zou vluchten naar Israël en nam hem zijn paspoort af. Het ironische is dat het nationale team van de Sovjet-Unie (met Vladimir Kondrasjin als coach), haar eerste gouden medaille haalde op de Olympische Spelen van 1972.
In zijn latere jaren was hij voorzitter van CSKA Moskou. Hij was ook coach in Spanje (Tenerife CB), Frankrijk (Limoges CSP) en de Verenigde Staten. In 1995 kwam hij in de Naismith Memorial Basketball Hall of Fame en in 2007 in de FIBA Hall of Fame. De EuroLeague coach van het jaar-onderscheiding is naar hem, (Aleksandr Gomelski Award), vernoemd. Ook de sport arena van CSKA Moskou, de Universal Sports Hall CSKA is naar hem vernoemd.
Hij heeft verschillende Militaire onderscheidingen gekregen waaronder de Orde van de Rode Vlag van de Arbeid (Sovjet-Unie), Orde van de Volkerenvriendschap twee keer het Ereteken van de Sovjet-Unie, Jubileumsmedaille voor Militaire Dapperheid ingesteld ter herinnering aan de Honderdste Verjaardag van Vladimir Iljitsj Lenin, Medaille voor de 850e Verjaardag van Moskou, Orde van de Rode Ster (Sovjet-Unie).
Ook heeft hij verschillende sportonderscheidingen gekregen waaronder Geëerde Coach van de Sovjet-Unie in 1956 en Geëerde Trainer van de Litouwse SSR in 1982. Op 16 januari 1998 ontving Gomelski de zilveren Olympische Orde voor uitstekende sportprestaties, die hem werd uitgereikt door de voorzitter van het Internationaal Olympisch Comité Juan Antonio Samaranch. In 2003 kreeg Gomelski de Orde van Verdienste van Oekraïne.
In zijn laatste maanden vocht Gomelski in het ziekenhuis tegen Leukemie. Hij werd 77 jaar. Gomelski heeft vier zonen waarvan Vladimir Gomelski ook een basketbalspeler was. Hij was getrouwd met Olga Gomelskaja.